# Nesterval
Nesterval ist ein österreichisches Theaterensemble, das 2011 in Wien gegründet wurde. Das Ensemble vereint Elemente des immersiven Theaters, urbane Abenteuerspiele und Performance miteinander. Bisher wurden über zwanzig Produktionen im In- und Ausland realisiert.

## Format und Konzept
Das Kernensemble besteht aus etwa 20 Personen, die in unterschiedlichen Formationen auftreten. Künstlerischer Leiter und Regisseur ist Martin Finnland und leitende Dramaturgin Teresa Löfberg. Der spielerische Umgang mit Identitäten, Hoch- und Populärkultur, Machtverhältnissen, Queerness und Diversität sind Ausgangspunkt für alle Nesterval-Produktionen. In einer Mischung aus klassischen Spielmethoden und Elementen des immersiven Theaters kreieren Finnland und sein Team seit 2011 performative Abenteuer, in denen das Publikum zu handlungsleitenden Mitspielern des Stücks wird.
Die Produktionen von Nesterval sind ortsspezifische Projekte, die zumeist außerhalb des klassischen Theaterraums aufgeführt werden. Zum Beispiel waren der Narrenturm in Wien, Schloss Eckartsau im Marchfeld, den ehemaligen Gutshof Maria Heim (Bozen) oder im Rahmen des Steirischen Herbsts 2015 große Teile des Ortskerns der Marktgemeinde Vordernberg schon Aufführungsorte. Anlässlich des Johann-Strauss-Jahres 2025 bespielte das Ensemble mit der Operetten-Adaption "Fürst*in Ninetta" das seit dem Jahr 2000 leer stehende Dianabad (Wien).
Der Methode des immersiven Theater entsprechend, verzichtet Nesterval bei seinen Stücken meist auf eine genaue Trennung zwischen Darstellern und Teilnehmern. Dadurch wird das Publikum integraler Bestandteil des Geschehens und zu „handlungstragenden Mitspieler“. Verbindendes Element aller Produktionen ist, dass es stets einen Verweis zu einem Mitglied der fiktiven „Familie Nesterval“ als auch eine spielerische Komponente gibt.
Nachdem im Mai 2019 Unbekannte einige Bilder der Wanderausstellung „Gegen das Vergessen“ in Wien zerstört hatten, initiierte Nesterval eine Mahnwache und erregte damit große Aufmerksamkeit für das Thema.
Als wegen der COVID-19-Pandemie ab März 2020 in Österreich die Theater geschlossen blieben, verlegte Nesterval die Produktion „Der Kreisky Test“ ins Internet und konzipierte so erstmals eine Online-Produktion. Gemeinsam mit dem Filmessay „Die Spuren der Gertrud Nesterval“ des fiktiven Charakters Jonas Nesterval und der Produktion „Goodbye Kreisky. Willkommen im Untergrund“ bildet „Der Kreisky Test“ eine Trilogie, welche die Sozialdemokratie von ihren Anfängen bis heute verhandelt. Die Produktion „Goodbye Kreisky. Willkommen im Untergrund“ wurde im Mai 2021 auch bei „Zoom in, Festival zum Netztheater in der Freien Szene“.

## Werke (Auszug)
- 2012, 2017: "Zirkusblut", Immersives Theaterabenteuer für die Kunsthalle Wien im Zuge der Ausstellung „Parallelwelt Zirkus“ rund um den Wiener Prater.
- 2014, 2015: "Rauhnacht" rund um den Wiener Prater.[10]
- 2014, 2015: "Real-Life-Jump’n’Run: Super Mario", für FM4 im Zuge des Streetlife Festival: rund um den Wiener Karlsplatz.[11][12]
- 2014, 2016: "Edith Nesterval", für das /slash Filmfestival im Wiener Narrenturm.[13]
- 2015: "Die Heimkehr der Eleonore Nesterval", für das Festival Steirischer Herbst: mehrere öffentliche und private Gebäude im Ortskern der Marktgemeinde Vordernberg.[14]
- 2016: „Die dunkle Weihnacht im Haus Grimm“: ehemalige Kunstmöbelfabrik Bothe und Ehrmann in der Schloßgasse in Wien-Margareten.
- 2016: „Der letzte Ball“ für das brut Wien im Rahmen des Festivals imagetanz: brut Wien und Otto Wagner Pavillon.[15]
- 2016: „Die Leiden der Gebrüder Grimm“: in und rund um die ehemalige K.u.k. Militär-Konservenfabrik in Bruckneudorf.[16]
- 2017: "Zirkus der Schatten", immersives Zirkus – und Theaterabenteuer in Kooperation mit dem Circus Pikard.
- 2017: "Where the f*** is Alice?", immersives Stadtabenteuer anlässlich des „Karlstages“ in Kooperation mit diversen Institutionen rund um den Wiener Karlsplatz (u. a. brut Wien, Kunsthalle Wien, Wien Museum)
- 2017: "Nesterval’s Dirty Faust - The Time of their Life – and Death", immersives Theater inspiriert von Goethes Faust und Tanzfilmen aus den 80er-Jahren in Kooperation mit brut Wien.[17]
- 2018: "Nesterval’s Struwwelpeter", immersives Stadtabenteuer auf Grundlage des Kinderbuchs Struwwelpeter anlässlich des „Karlstages“ in Kooperation mit diversen Institutionen rund um den Wiener Karlsplatz (u. a. brut Wien, Kunsthalle Wien, Wien Museum oder Stadtkino)[18]
- 2018 "Das Dorf": immersives Theater in Kooperation mit brut Wien, das feministische Literatur des 19. Jahrhunderts mit österreichischen Heimatfilmen und trostlosem Bergbauernrealismus remixed. Nominiert für den Spezialpreis des Nestroy-Theaterpreis 2019.[19]
- 2019: "Das Festbankett", im und in Kooperation mit dem Wien Museum. Das Stück basiert auf der "Traumnovelle" von Arthur Schnitzler, "Eyes Wide Shut", Stanley Kubricks filmischer Adaption davon, und den Biografien berühmter Wiener Persönlichkeiten von Maria Theresia bis Falco.[20]
- 2019: "Nestervals: Eine Sommernachtsmatrix", Koproduktion mit dem Schäxpir-Festival in Linz.
- 2019: „Anna-Liisa Nesterval“, Koproduktion mit dem ANTI Contemporary Art Festival in Kuopio Finnland.[21]
- 2019: „Die dunkle Weihnacht im Hause Grimm“: immersives Theater in Kooperation mit brut Wien[22]
- 2020: "Der Kreisky-Test", die erste Online-Produktion von Nesterval. Koproduktion mit brut Wien und Be SpectACTive!.[23]
- 2020: "Der Willy Brandt-Test", Online-Produktion von Nesterval. Koproduktion mit dem Internationalen Sommerfestival von Kampnagel in Hamburg.[24]
- 2020: "Goodbye Kreisky. Willkommen im Untergrund",[25] Koproduktion mit brut Wien
- 2021: "Sankt Peter", für den Flachgau adaptierte Fassung der Produktion "Das Dorf" von 2018; Auftragswerk für das Supergau-Festival.[26]
- 2021: "Sex, Drugs & Budd'n'brooks", eine Adaption des Romans Buddenbrooks von Thomas Mann. Koproduktion mit dem Internationalen Sommerfestival Kampnagel in Hamburg.[27]
- 2022: "Sex, Drugs & Budd'n'brooks", eine Koproduktion mit brut Wien in der eigens für Wien adaptierten Version. Manns Erzählung vom Aufstieg und Fall einer Lübecker Kaufmannsfamilie wurde ins Schausteller-Millieu versetzt, erzählt wird die Geschichte der fiktiven Prater-Dynastie der Nestervals, bespielt wurde ein leer stehendes Gebäude im Wurstelprater.[28]
- 2022: "Die letzten Tage der Nestervals", ein immersiver Theaterabend in Kooperation mit Österreichische Bundesforste und Schloss Eckartsau über die letzten Tage der Monarchie in Österreich.[29]
- 2023: "Die Namenlosen", ein Stück, das sich mit der systematischen Verfolgung und Ermordung homosexueller und trans Menschen während der Zeit des Nationalsozialismus auseinandersetzt. Koproduktion mit Brut Wien und unter der wissenschaftlichen Begleitung von QWIEN – Zentrum für queere Stadtgeschichte realisiert.[30]
- 2023: "Die Namenlosen – verfolgt in Hamburg", eine Adaption von "Die Namenlosen" mit historischen Bezügen zur Verfolgung Homosexueller im Nationalsozialismus in Hamburg und eine Koproduktion mit dem Internationalen Sommerfestival Kampnagel in Hamburg[31]
- 2024: "Das Festbankett", Wiederaufnahme von 2019 Aufgrund der Wiedereröffnung des Wien Museums
- 2024: "Der Rosa Winkel – die Geschichte der Namenlosen", als Bearbeitung von "Die Namenlosen", eine Koproduktion mit Brut Wien.[32]
- 2024: "A Dirty Faust", Wiederaufnahme von 2017 als Koproduktion mit dem Internationalen Sommerfestival Kampnagel in Hamburg.[33]
- 2024: "Die 7 Tage von Mariahaim", eine Koproduktion mit Vereinigte Bühnen Bozen und dem Festival Transart in Bozen.[34]
- 2024: "Nestervals Götterdämmerung" in der Neuen Staatsoper, der Nebenspielstätte der Wiener Staatsoper[35]
- 2025: "Fürst*in Ninetta" ein immersiver Operettenabend nach der Operette Fürstin Ninetta von Johann Strauss (Sohn) im geschlossenen Dianabad.[36]
- 2025: "Das Alte Dorf", eine für das Museumsdorf Volksdorf adaptierte Fassung von "Das Dorf" von 2018 als Koproduktion mit dem Internationalen Sommerfestival Kampnagel in Hamburg.[37][38]

## Preise und Auszeichnungen
Nestroy-Theaterpreis
- 2019: Nominierung für den Spezialpreis ("Das Dorf")[39]
- 2020: Auszeichnung mit den Spezialpreis ("Der Kreisky-Test")[40]
- 2023: Nominierung für den Spezialpreis ("Die Namenlosen")[41]

nachtkritik
- 2024: Shortlist des nachtkritik-Theatertreffens ("Die Namenlosen – verfolgt in Hamburg")[42]

Impulse Theater Festival
- 2024: Juryauswahl für Showcase ("Die Namenlosen")[43]